# Титов, Василий Петрович
Василий Петрович Титов (1758—1821) — генерал-майор, участник войн против Наполеона.

## Биография
Родился в 1758 году. В военную службу вступил в 1773 году и в 1778 году получил первый офицерский чин, служил по комиссариатскому ведомству.
В 1784 году произведён в капитаны, в 1787 году — в премьер-майоры и в 1794 году — в подполковники Киевского гренадерского полка. В рядах этого полка Титов принимал участие в подавлении восстания Костюшко и 26 ноября 1795 года был награждён орденом св. Георгия 4-й степени (№ 621 по кавалерскому списку Судравского и № 1191 по списку Григоровича — Степанова)
За отличную храбрость, оказанную в сражении против польских мятежников 29 сентября 794 года при Мациевицах где он завладел батареей и отнял 5 пушек.
В начале 1798 года Титов получил чин полковника и 18 августа назначен командиром Малороссийского гренадерского полка. В том же году 17 ноября произведён в генерал-майоры с назначением шефом Муромского мушкетёрского полка, однако на следующий день по неизвестной причине был отправлен в отставку.
6 марта 1799 года Титов был возвращён на службу и назначен шефом 5-го (затем переименованного в 4-й) егерского полка. 27 июля 1800 года вновь вышел в отставку. С воцарением императора Александра I Титов вновь был вызван на службу и 8 марта 1802 года был утверждён в должности шефа Муромского мушкетёрского полка.
В 1806—1807 годах Титов принимал участие в кампании против французов в Восточной Пруссии, в сражении при Прейсиш-Эйлау командовал 3-й пехотной дивизией и был ранен. 8 апреля 1807 года он был удостоен ордена св. Георгия 3-й степени (№ 147 по кавалерским спискам)
В воздаяние отличнаго мужества и храбрости, оказанных в сражении против французских войск 26-го и 27-го января при Прейсиш-Эйлау.
В сражении под Гейльсбергом Титов снова командовал 3-й пехотной дивизией.
В 1809 году Титов вышел в отставку.
С началом в 1812 году Отечественной войны Титов возглавил сводный корпус народного ополчения Пензенской и Симбирской губерний, однако в делах при изгнании французов за пределы России участия не принимал. В мае 1813 года сводный ополченческий корпус Титова был включён в состав Польской армии Л. Л. Беннигсена и подчинён корпусу графа П. А. Толстого. В сентябре под Дрезденом Титов принял свой первый бой в этой кампании. Затем он принимал участие в блокаде Магдебурга и осаде Гамбурга.
По окончательном разгроме Наполеона Титов вернулся в Россию, проживал в Пензе и Москве. Скончался в Москве 19 июля 1821 года, похоронен на кладбище Новоспасского монастыря.